# Edvard Kardelj

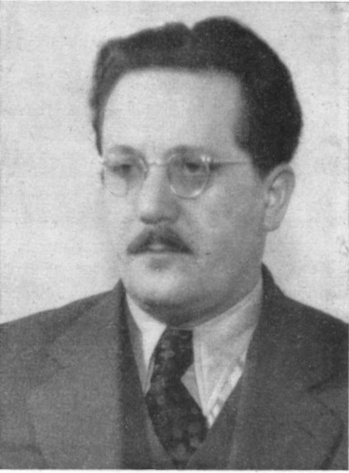
Edvard Kardelj (1949)

Edvard Kardelj (* 27. Januar 1910 in Ljubljana, Österreich-Ungarn; † 10. Februar 1979 ebenda) war ein jugoslawischer kommunistischer Theoretiker und in den 1950er und 1960er Jahren einer der führenden Politiker Jugoslawiens.

## Leben
Kardelj wurde 1910 als Sohn eines Eisenbahnarbeiters in Ljubljana geboren. Er arbeitete zuerst als Lehrer und trat 1928 in die Kommunistische Partei Jugoslawiens ein. Aufgrund seiner politischen Aktivitäten in der Kommunistischen Jugend Jugoslawiens wurde er polizeilich gesucht, weshalb er sich zwischen 1934 und 1937 im sowjetischen Exil befand.  1940 wurde er Politbüromitglied und ging während des Krieges in den Untergrund. Im April 1941 war Kardelj Mitbegründer der Antiimperialistischen Front, der Widerstandsbewegung der Slowenen gegen die deutschen, italienischen und ungarischen Besatzer. Kardelj sorgte mit dafür, dass die slowenische Befreiungsfront im Sommer desselben Jahres ein Bündnis mit Titos Partisanenbewegung einging und gehörte z. B. neben Milovan Đilas zum innersten Zirkel der Widerstandsbewegung. Er wurde Mitglied von Titos Interimsregierung und hatte die Stellung eines Vize-Premierministers inne.

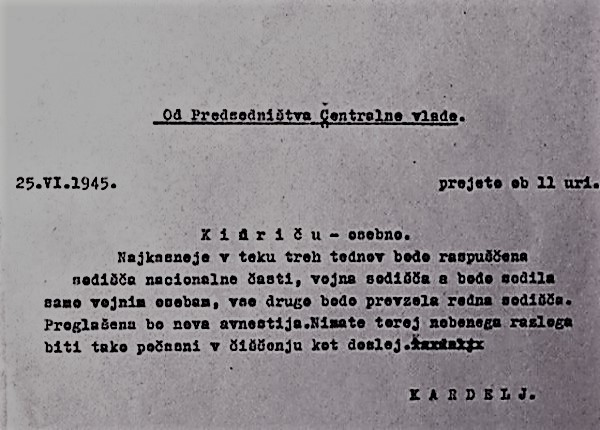
Depesche von Kardelj vom 25. Juni 1945, in der er den Präsidenten der slowenischen Regierung Boris Kidrič auffordert, die Tötungen der Gefangenen zu beschleunigen.

Unmittelbar nach dem Krieg war Kardelj führend an den jugoslawischen Verbrechen an den ehemaligen Kriegsgegnern beteiligt (siehe Massaker von Bleiburg und Tragödie von Viktring). In einer Depesche vom 25. Juni 1945 forderte Kardelj den Präsidenten der slowenischen Regierung Boris Kidrič auf, die Tötungen zu beschleunigen, bevor die Gefangenen Amnestie beantragen:

„Najkasneje v teku treh tednov bodo razpuščena sodišča nacionalne časti, vojna sodišča bodo sodila samo vojnim osebam, vse drugo bodo prevzela redna sodišča. Proglašena bo nova amnestija. Nimate torej nobenega razloga biti tako počasni v čiščenju kot doslej.“

„Spätestens in drei Wochen werden die nationalen Ehrengerichte aufgelöst, die Kriegsgerichte verurteilen nur Militärangehörige, alles andere wird von den ordentlichen Gerichten übernommen. Eine neue Amnestie wird angekündigt. Ihr habt also keinen Grund, bei der Säuberung so langsam vorzugehen wie bisher.“

Als jugoslawischer Außenminister (1948–1953) und führender Theoretiker der Kommunistischen Partei Jugoslawiens (ab 1952 „Bund der Kommunisten Jugoslawiens“) war er unmittelbar am Stalin-Tito-Bruch beteiligt. Er hielt zwischenzeitlich einige hohe Positionen in der Politik, bspw. war er von 1963 bis 1967 Parlamentspräsident.
Lange Zeit wurde Edvard Kardelj vor allem im westlichen Ausland als wahrscheinlicher Nachfolger Titos gehandelt. Sein vorzeitiger Tod 1979, ein Jahr vor Titos Ableben, beendete solche Spekulationen.

## Tätigkeit als Theoretiker
In den frühen 1950er Jahren entwickelte das realsozialistische Jugoslawien nach dem vorausgegangenen Tito-Stalin-Bruch ein von den bisherigen Vorgaben des Marxismus-Leninismus unabhängiges Wirtschaftssystem. Der liberaler ausgelegte Ansatz sollte, statt einer hochzentralisierten Planwirtschaft, auf demokratischer Arbeiterselbstverwaltung innerhalb der einzelnen Betriebe beruhen. Die Entwicklung dieses Systems begann Kardelj zunächst gemeinsam mit Milovan Đilas und Vladimir Bakarić und stieg im Anschluss besonders nach der Absetzung des Ersteren zum maßgeblichen Theoretiker des Titoismus auf. Kardelj gilt weiterhin als einer der Hauptautoren der jugoslawischen Verfassung von 1974, die die politische Entscheidungsgewalt von der Hauptstadt Belgrad in die einzelnen Teilrepubliken dezentralisierte. Der jugoslawische Theoretiker wird bis heute häufig als engagiertester Treiber demokratischer Reformen innerhalb des Bundes der Kommunisten bezeichnet.
Entgegen dem sowjetischen Wirtschafts- und Gesellschaftsmodell zielte das Modell der Arbeiterselbstverwaltung in seinen Ursprüngen auf die Überwindung des Nationalstaates ab.
1977 erschien Kardeljs Buch Die Wege der Demokratie in der sozialistischen Gesellschaft, welches zu seinen bedeutendsten theoretischen Werken zählt.

## Auszeichnungen (Auswahl)
Kardelj wurde insbesondere für seine Tätigkeiten in der slowenischen Partisanenbewegung zu Lebzeiten zum Volkshelden Jugoslawiens erklärt. Von 1950 bis 1954 und 1980 bis 1990 hieß die kroatische Hafenstadt Ploče ihm zu Ehren Kardeljevo.

## Veröffentlichungen (Auswahl)
- Die Kommunistische Partei Jugoslawiens : Im Kampfe für das neue Jugoslawien, für die Volksregierung und den Sozialismus. Referat auf dem V. Kongress der KPJ. Beograd 1948.
- Vermeidbarkeit oder Unvermeidbarkeit des Krieges. Reinbek 1961.
- Die Wege der Demokratie in der sozialistischen Gesellschaft. Europäische Verlagsanstalt, Köln, Frankfurt am Main 1979, ISBN 3-434-00419-X
- Nation und Sozialismus. Beograd 1981.